# Adriana Cerezo
Adriana Cerezo Iglesias, née le 24 novembre 2003 à Alcalá de Henares, est une taekwondoïste espagnole. Elle est sacrée vice-championne olympique dans la catégorie moins de 49 kg lors des Jeux olympiques d'été de 2020.

## Biographie
Pour ses premiers Championnats d'Europe en 2021 à Sofia, elle remporte la médaille d'or de la catégorie poids mouches à 17 ans. Quelques mois plus tard, aux Jeux olympiques, elle termine sur la deuxième place du podium des moins de 49 kg, battue en finale par la double championne du monde thaïlandaise Panipak Wongpattanakit.
Elle remporte la médaille de bronze lors des Championnats d'Europe 2022 à Manchester, dans la catégorie des moins de 49 kg.
Aux Jeux méditerranéens de 2022 à Oran, elle remporte la médaille d'argent dans la catégorie des moins de 49 kg.
Elle est médaillée de bronze dans la catégorie des moins de 49 kg aux Championnats du monde de taekwondo 2023 à Bakou.
Elle remporte la médaille d'or dans la catégorie des moins de 49 kg aux Jeux européens de 2023 à Krynica-Zdrój.